# Civitas Schinesghe

Przypuszczalny zasięg państwa Mieszka I i Bolesława Chrobrego w 1000 r.

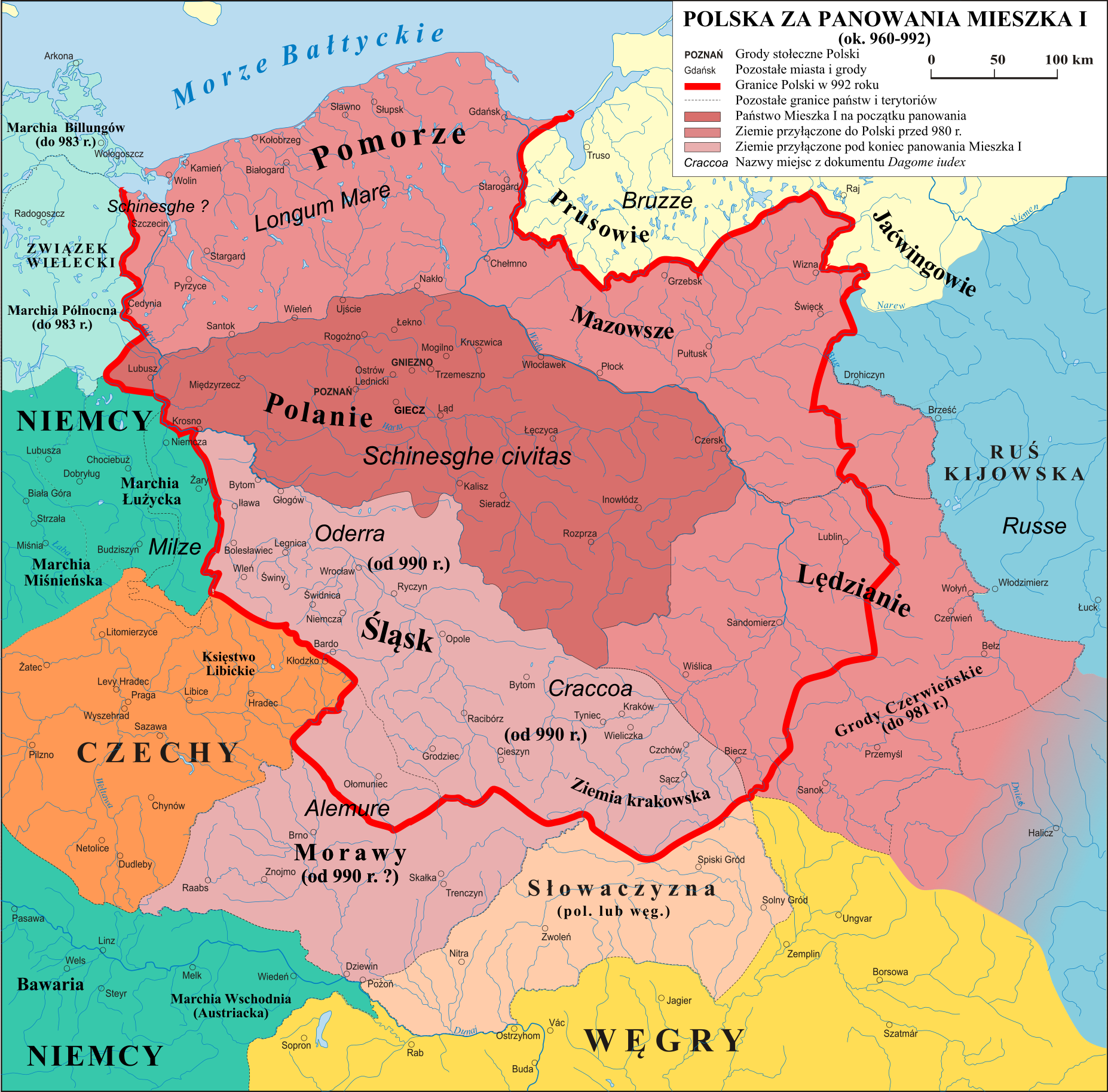
Państwo Mieszka I z możliwym położeniem miejsc wspomnianych w dokumencie Dagome iudex.

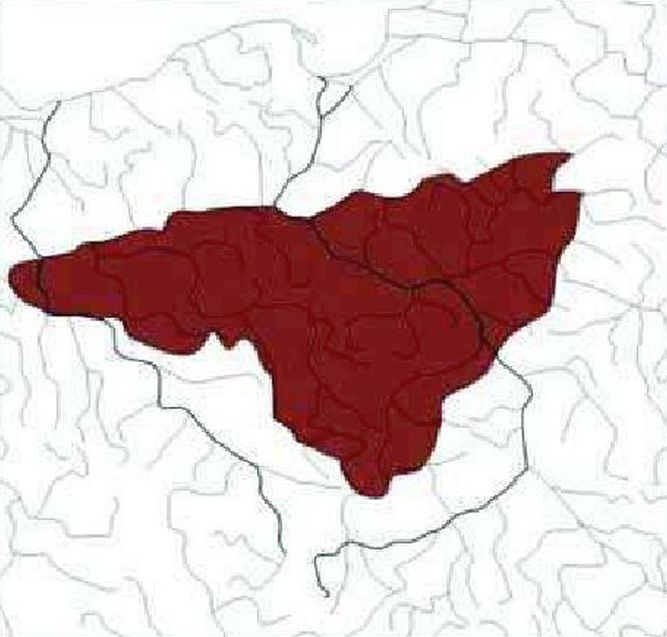
Przypuszczalny zasięg państwa Mieszka I około 960 roku

Civitas Schinesghe – pierwsza spisana oficjalnie nazwa państwa Mieszka I pochodząca z roku 991/992. Nazwa ta została użyta w dokumencie Dagome iudex. W dokumencie tym, spisanym po łacinie, Mieszko oddaje swoje państwo pod papieską opiekę. „Państwo Gnieźnieńskie”, według Dagome iudex, obejmuje Pomorze oraz ziemie Polan, Kujawian, Mazowszan i Lędzian, natomiast poza jego terytorium znajdują się Grody Czerwieńskie, Ziemia Krakowska, Morawy, południowa część Śląska (pomiędzy Odrą a Sudetami), Milsko i Łużyce, które to ziemie przyłączył do Polski książę Bolesław I Chrobry. 

Item in alio tomo sub Iohanne XV papa Dagome iudex et Ote senatrix et filii eorum: Misicam et Lambertus – nescio cuius gentis homines, puto autem Sardos fuisse, quoniam ipsi a IIII iudicibus reguntur – leguntur beato Petro contulisse unam civitatem in integro, que vocatur Schinesghe, cum omnibus suis pertinentiis infra hos affines, sicuti incipit a primo latere longum mare, fine Bruzze usque in locum, qui dicitur Russe et fines Russe extendente usque in Craccoa et ab ipsa Craccoa usque ad flumen Oddere recte in locum, qui dicitur Alemure, et ab ipsa Alemura usque in terram Milze recte intra Oddere et exinde ducente iuxta flumen Oddera usque in predictam civitatem Schinesghe.

Podobnie w innym tomie z czasów papieża Jana XV Dagome, sędzia i Ote "senatorowa" i synowie ich Mieszko i Lambert - nie wiem, jakiego to plemienia ludzie, sądzę jednak, że byli to Sardyńczycy, ponieważ ci są rządzeni przez czterech sędziów, w całości jedno państwo, które zwie się Schinesghe z wszystkimi swymi przynależnościami w tych granicach, jak się zaczyna od pierwszego boku długim morzem (stąd) granicą Prus aż do miejsca, które nazywa się Ruś, a od granicy Rusi ciągnie się do Krakowa i od Krakowa ciągnie się aż do rzeki Odry, prosto do miejsca, które nazywa się Alemure, a od tej Alemury aż do ziemi Milczan i od granicy Milczan prosto do Odry i stąd wzdłuż rzeki Odry aż do rzeczonego państwa Schinesghe.

## Granice państwa Mieszka I
Punkty odniesienia, przy pomocy których można nakreślić granice państwa Mieszka I:
- Schinesghe/Schniesghee/Schignesne/Schniesche/Schinesne/Schinesgne (Gniezno lub Szczecin);
- Morze Bałtyckie (longum mare), prawdopodobnie na części gdańskiej lub wybrzeże od Szczecina do Gdańska (Gyddanyzc);
- Prusy (Bruzze/Pruzze/Przze);
- Ruś (Russe/Russae);
- Kraków – ziemia krakowska (Craccoa/Raccoa/Graccoa/Cracoa);
- rzeka Odra (flumen Oddera/Oddere);
- Alemure (Morawy lub Ołomuniec Morawski, ewentualnie Oława);
- Milze/Mulze – ziemia Milczan (plemię łużyckie z grodem Budziszynem), tzw. Milsko.